# Wahlenheim
Wahlenheim é uma comuna francesa na região administrativa de Grande Leste, no departamento Baixo Reno. Estende-se por uma área de 2,56 km². Em 2010 a comuna tinha 554 habitantes (densidade: 216,4 hab./km²).